# WTA de Tenerife
O WTA de Tenerife – ou Tenerife Ladies Open, na última edição – foi um torneio de tênis profissional feminino, de categoria WTA 250.
Realizado em Santa Cruz de Tenerife, nas Ilhas Canárias e região autônoma do reino da Espanha, estreou em 2021 e durou uma edição. Os jogos eram disputados em quadras duras durante o mês de outubro.
O Tenerife Ladies Open foi oficialmente declarado pela WTA como o "melhor torneio 250 do ano" na temporada de 2021.

## Finais

### Simples
| Ano  | Campeã | Vice-campeã                 | Resultado |
| ---- | ------ | --------------------------- | --------- |
| 2021 | Ann Li | María Camila Osorio Serrano | 6–1, 6–4  |

### Duplas
| Ano  | Campeãs                    | Vice-campeãs                    | Resultado |
| ---- | -------------------------- | ------------------------------- | --------- |
| 2021 | Ulrikke Eikeri Ellen Perez | Lyudmyla Kichenok Marta Kostyuk | 6–3, 6–3  |